# Aurélien de Seze
Pour les autres membres de la famille, voir Famille de Sèze.
Jean-Pierre Aurélien de Seze ou Jean-Pierre Aurélien de Sèze (11 septembre 1799, Saint-Médard-d'Eyrans - 22 janvier 1870, Bordeaux), est un homme politique français.

## Biographie
Fils de Paul-Victor de Seze, il fut reçu avocat en 1820, et entra dans la magistrature comme substitut à Bordeaux en 1824. Substitut du procureur général en 1825 et avocat général en 1827, il donna sa démission pour ne pas prêter serment à la branche cadette, et reprit sa place au barreau de Bordeaux.
Catholique et royaliste ardent, il s'occupa activement de politique dans son département, plaida plusieurs procès criminels retentissants, devint bâtonnier en 1841 et conseiller général en 1847, et fut élu, le 23 avril 1848, représentant de la Gironde à l'Assemblée constituante.
Il fit partie du comité de la justice, fut réélu, le 13 mai 1849, représentant à l'Assemblée législative, et siégea dans la majorité monarchiste.
Il fut vice-président de l'Assemblée, et vota pour l'expédition de Rome, pour la loi Falloux-Parieu sur l'enseignement, pour la loi restrictive du suffrage universel, qu'il contribua à élaborer.
Après avoir soutenu la politique du prince-président, il se sépara de Louis-Napoléon Bonaparte au moment du coup d'État de 1851, contre lequel il protesta.
Inscrit alors au barreau de Paris, il devint membre du conseil de l'Ordre en 1863, et retourna à Bordeaux en 1865, où il redevint bâtonnier en 1868. Il mourut deux ans après.
Il fut un temps l'amant platonique  de George Sand:voir le livre de George Sand "Le roman d'Aurore Dudevant et d'Aurélien de Seze"   

### Sources
- « Aurélien de Seze », dans Adolphe Robert et Gaston Cougny, Dictionnaire des parlementaires français, Edgar Bourloton, 1889-1891 [détail de l’édition]